# Costa Sul
A Costa Sul (em inglês: South Coast) refere-se à estreita faixa costeira de Sydney, no norte, até a fronteira com estado de Vitória, no sul, na parte sudeste do estado de Nova Gales do Sul, na Austrália.